# Академічне веслування на літніх Олімпійських іграх 2012 — двійки (чоловіки)
Змагання з академічного веслування серед двійок у чоловіків на Олімпійських іграх 2012 проходили з 28 липня до 3 серпня.
У змаганнях брали участь 13 екіпажів з різних країн.

## Медалісти
| Золото                                     | Срібло                                       | Бронза                                       |
| Нова Зеландія (NZL) Ерік Маррей Геміш Бонд | Франція (FRA) Жермен Шарден Доріан Мортелетт | Велика Британія (GBR) Джордж Неш Вільям Сетч |

## Розклад змагань
Усі запливи розпочинались за британським літнім часом
| Дата                      | Час   | Раунд             |
| ------------------------- | ----- | ----------------- |
| Субота, 28 липня, 2012    | 12:20 | Відбірковий раунд |
| Понеділок, 30 липня, 2012 | 10:10 | Втішні заїзди     |
| Середа, 1 серпня, 2012    | 11:00 | Півфінали         |
| Субота, 4 серпня, 2012    | 10:20 | Фінали            |

## Змагання

### Відбірковий раунд
Перші три спортсмени з кожного заїзду безпосередньо проходять до півфіналу змагань. Всі інші спортсмени потрапляють у втішні заїзди.
| Місце | Спортсмен                      | Країна        | Час     | Примітки      |
| ----- | ------------------------------ | ------------- | ------- | ------------- |
| 1     | Ерік Маррей Геміш Бонд         | Нова Зеландія | 6:08.50 | Півфінал (WR) |
| 2     | Жермен Шарден Доріан Мортелетт | Франція       | 6:17.22 | Півфінал      |
| 3     | Войцех Гуторскі Ярослав Годек  | Польща        | 6:19.98 | Півфінал      |
| 4     | Ненад Бедік Нікола Стоїч       | Сербія        | 6:23.87 | Втішний заїзд |
| 5     | Домонкос Жель Бела Сімон       | Угорщина      | 6:46.18 | Втішний заїзд |

| Місце | Спортсмен                    | Країна     | Час     | Примітки      |
| ----- | ---------------------------- | ---------- | ------- | ------------- |
| 1     | Дейв Колдер Скотт Френдсен   | Канада     | 6:23.80 | Півфінал      |
| 2     | Джеймс Марберг Броді Бакленд | Австралія  | 6:24.83 | Півфінал      |
| 3     | Нанне Сльойс Мейндерт Клем   | Нідерланди | 6:25.59 | Півфінал      |
| 4     | Томас Пежек Силас Стаффорд   | США        | 6:26.59 | Втішний заїзд |

| Місце | Спортсмен                            | Країна          | Час     | Примітки      |
| ----- | ------------------------------------ | --------------- | ------- | ------------- |
| 1     | Джордж Неш Вільям Сетч               | Велика Британія | 6:16.58 | Півфінал      |
| 2     | Нікколо Морнаті Лоренцо Карбончіні   | Італія          | 6:18.33 | Півфінал      |
| 3     | Ніколаос Кунтулас Апостолос Кунтулас | Греція          | 6:21.46 | Півфінал      |
| 4     | Антон Браун Фелікс Драготта          | Німеччина       | 6:30.42 | Втішний заїзд |

### Втішний заїзд
У півфінал проходить три екіпажі.
| Місце | Спортсмен                   | Країна    | Час     | Примітки |
| ----- | --------------------------- | --------- | ------- | -------- |
| 1     | Антон Браун Фелікс Драготта | Німеччина | 6:22.76 | Півфінал |
| 2     | Ненад Бедік Нікола Стоїч    | Сербія    | 6:26.61 | Півфінал |
| 3     | Томас Пежек Силас Стаффорд  | США       | 6:27.41 | Півфінал |
| 4     | Домонкос Жель Бела Сімон    | Угорщина  | 6:27.88 |          |

### Півфінали

#### Півфінал1
Перші три спортсмени з кожного заїзду проходять у фінал C, інші потрапляють у фінал D.
| Місце | Спортсмен                          | Країна        | Час     | Примітки |
| ----- | ---------------------------------- | ------------- | ------- | -------- |
| 1     | Ерік Маррей Геміш Бонд             | Нова Зеландія | 6:48.11 | Фінал A  |
| 2     | Нікколо Морнаті Лоренцо Карбончіні | Італія        | 6:55.82 | Фінал A  |
| 3     | Дейв Колдер Скотт Френдсен         | Канада        | 6:56.47 | Фінал A  |
| 4     | Томас Пежек Силас Стаффорд         | США           | 6:58.58 | Фінал B  |
| 5     | Антон Браун Фелікс Драготта        | Німеччина     | 7:02.16 | Фінал B  |
| 6     | Нанне Сльойс Мейндерт Клем         | Нідерланди    | 7:13.77 | Фінал B  |

#### Півфінал 2
Перші три спортсмени з кожного заїзду проходять у фінал A, інші потрапляють у фінал B.
| Місце | Спортсмен                            | Країна          | Час     | Примітки |
| ----- | ------------------------------------ | --------------- | ------- | -------- |
| 1     | Джордж Неш Вільям Сетч               | Велика Британія | 6:56.46 | Фінал A  |
| 2     | Жермен Шарден Доріан Мортелетт       | Франція         | 6:58.67 | Фінал A  |
| 3     | Джеймс Марберг Броді Бакленд         | Австралія       | 7:02.12 | Фінал A  |
| 4     | Войцех Гуторскі Ярослав Годек        | Польща          | 7:04.58 | Фінал B  |
| 5     | Ніколаос Кунтулас Апостолос Кунтулас | Греція          | 7:07.15 | Фінал B  |
| 6     | Ненад Бедік Нікола Стоїч             | Сербія          | 7:07.78 | Фінал B  |

### Фінали

#### Фінал B
| Місце | Спортсмен                            | Країна     | Час     | Примітки |
| ----- | ------------------------------------ | ---------- | ------- | -------- |
| 1     | Антон Браун Фелікс Драготта          | Німеччина  | 6:49.93 |          |
| 2     | Томас Пежек Силас Стаффорд           | США        | 6:53.30 |          |
| 3     | Ніколаос Кунтулас Апостолос Кунтулас | Греція     | 6:53.69 |          |
| 4     | Войцех Гуторскі Ярослав Годек        | Польща     | 6:56.00 |          |
| 5     | Нанне Сльойс Мейндерт Клем           | Нідерланди | 7:05.12 |          |
| –     | Ненад Бедік Нікола Стоїч             | Сербія     |         | DNS      |

#### Фінал A
| Місце | Спортсмен                          | Країна          | Час     | Примітки |
| ----- | ---------------------------------- | --------------- | ------- | -------- |
| 1     | Ерік Маррей Геміш Бонд             | Нова Зеландія   | 6:16.65 |          |
| 2     | Жермен Шарден Доріан Мортелетт     | Франція         | 6:21.11 |          |
| 3     | Джордж Неш Вільям Сетч             | Велика Британія | 6:21.77 |          |
| 4     | Нікколо Морнаті Лоренцо Карбончіні | Італія          | 6:26.17 |          |
| 5     | Джеймс Марберг Броді Бакленд       | Австралія       | 6:29.28 |          |
| 6     | Дейв Колдер Скотт Френдсен         | Канада          | 6:30.49 |          |